# Louis Thomas Buffon
Louis Thomas Buffon (* 28. prosince 2007 Turín) je česko-italský profesionální fotbalista, nejčastěji nastupující na pozici levého křídla. Hraje za italský klub Pisa SC ze Serie B. Narodil se v Itálii, ale v mládežnických kategoriích se rozhodl reprezentovat Českou republiku.

## Kariéra
Svou profesionální fotbalovou kariéru zahájil v roce 2017 v Sisportu. V roce 2020 debutoval za mládežnický tým Juventusu. Během sezóny 2022/23 vstřelil v mládežnickém týmu CBS Scuola Calcio 17 gólů ve 20 zápasech. V roce 2023 přestoupil do mládežnické akademie Pisa SC.
Dne 9. března 2025 debutoval v hlavním týmu Pisa SC, výhrou nad klubem Spezia Calcio poměrem 3:2.

## Reprezentace
Díky rodičovským vazbám mohl reprezentovat Itálii i Českou republiku. V roce 2025 se rozhodl hrát za český tým do 18 let. Svůj debut si odbyl v zápase proti rezervě českého klubu SK Dynamo České Budějovice.

## Osobní život
Narodil se 28. prosince 2007 v Turíně. Jeho otcem je italský brankář Gianluigi Buffon a jeho matkou česká modelka Alena Šeredová. Má bratra Davida Lee a nevlastní sestru. Druhé jméno Thomas dostal na počest bývalého kamerunského brankáře Thomase N'Kono.